# Begonia heydei
Espèce
Synonymes
- Begonia pittieri C.DC.[1]
- Begonia triloba C.DC.[1]

Begonia heydei est une espèce de plantes de la famille des Begoniaceae.
L'espèce fait partie de la section Urniformia.
Elle a été décrite en 1895 par Casimir Pyrame de Candolle (1836-1918).

## Répartition géographique
Cette espèce est originaire des pays suivants : Costa Rica ; Guatemala ; Panama.